# Le Vin de l'été
Le Vin de l'été (titre original : Dandelion Wine) est un roman de Ray Bradbury paru aux États-Unis en 1957. Il est publié en France en 1959 aux éditions Denoël.

## Différentes éditions françaises
- Denoël, coll. « Jaune », deuxième trimestre 1959, réédité en 1977 et en 2020.
- 10/18, coll. « Domaine étranger » no 2690, janvier 1996.